# Jan van der Heyden

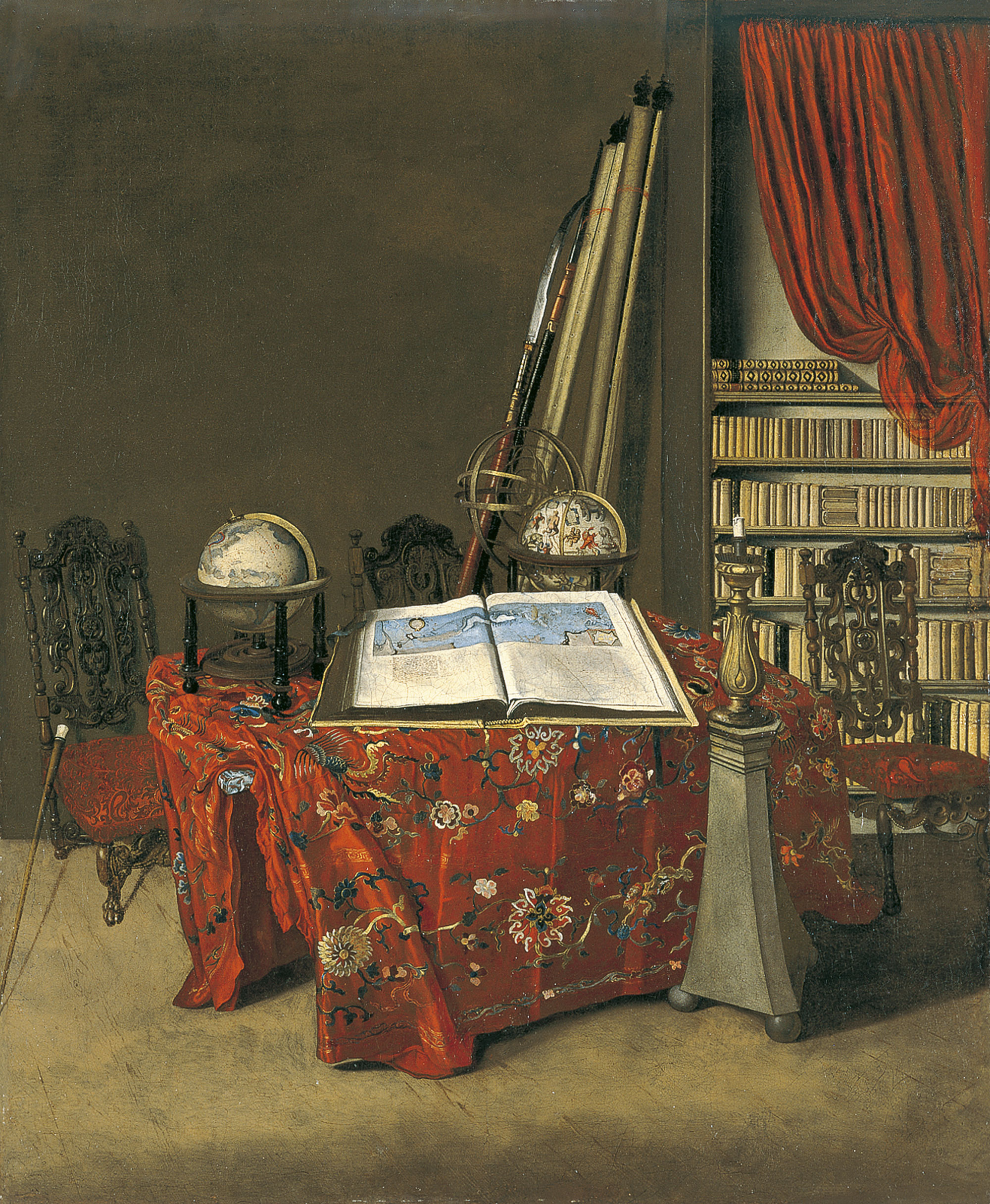
Rincón de una biblioteca, óleo sobre lienzo, 77 x 63,5 cm, Madrid, Museo Thyssen-Bornemisza.

Jan van der Heyden (Gorinchem, 5 de marzo de 1637–Ámsterdam, 25 de marzo de 1712) fue un pintor barroco, dibujante, grabador e inventor neerlandés.

## Biografía
Nacido en Gorinchem en marzo de 1637, en 1646 se trasladó con su familia a Ámsterdam donde su padre se registró como comerciante de granos. En 1656 aparece registrado en Ámsterdam, con residencia en la plaza Dam. No se tienen noticias sobre su formación, pero al contraer matrimonio con Sara ter Hiel, natural de Utrecht, el 28 de mayo de 1661, se declaraba pintor. Dadas las relaciones familiares de su esposa con Emmerich y Wesel en Alemania viajó por los Países Bajos del Sur y la región del Rin, según demuestran sus obras, en las que son reconocibles paisajes urbanos de Bruselas, Colonia, Bonn, Xanten, Aquisgrán y Cléveris, además de Emmerich y Wesel. En 1670 fue nombrado superintendente municipal y con su hermano Nicolaes, ingeniero hidráulico, perfeccionó la máquina de bombeo para la extinción de incendios, sobre lo que publicó un tratado en 1690 en el que le ayudó su hijo mayor, Jan. También ideó un sistema de iluminación de la ciudad y, por encargo del ayuntamiento, diseñó las primeras farolas instaladas en Ámsterdam. 
Falleció el 28 de marzo de 1712 en su casa del Nieuwmarkt de Ámsterdam. A los pocos días falleció también su esposa, dejando en su casa más de setenta pinturas.

## Obra

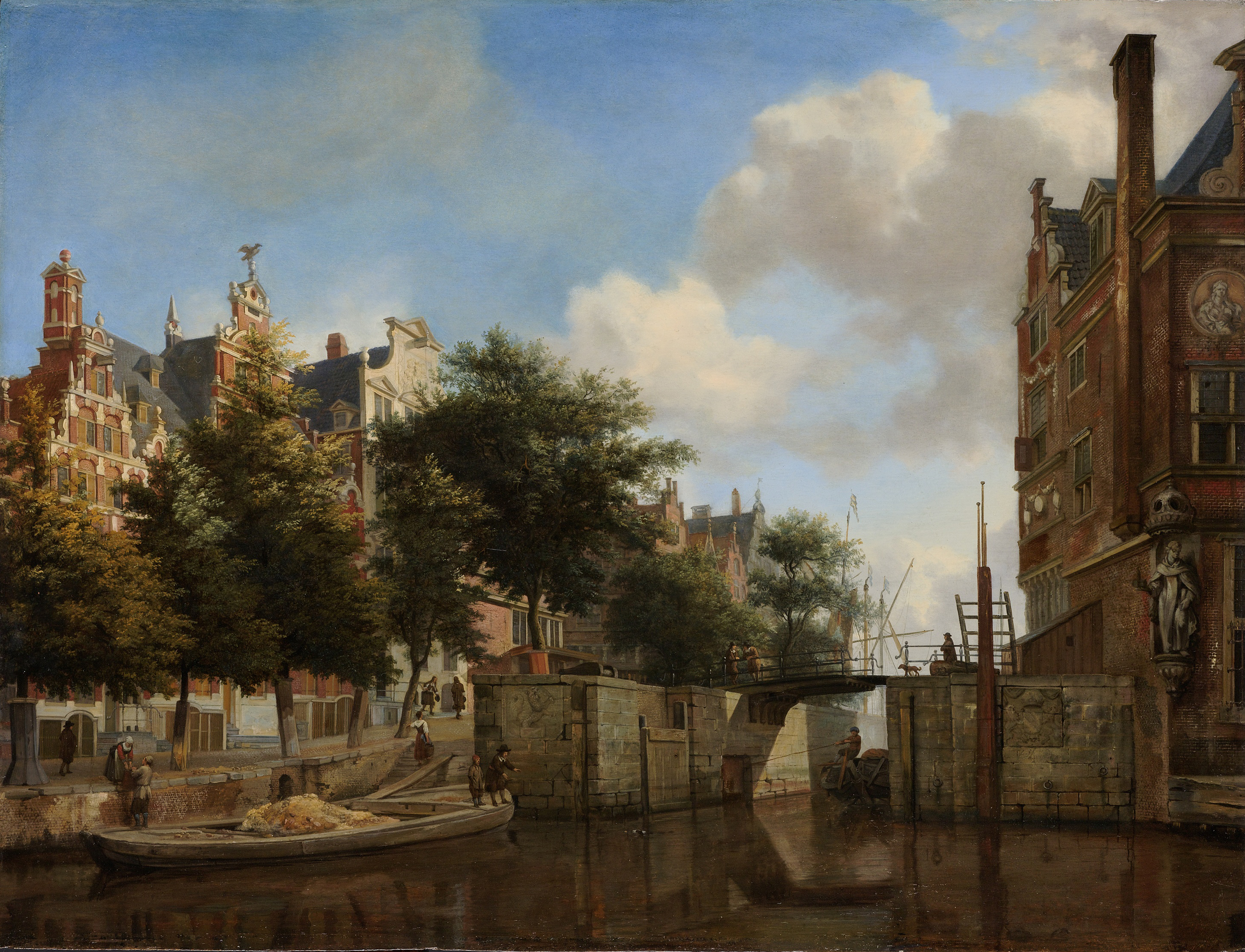
Vista de Ámsterdam con casas en el Herengracht y el viejo Haarlemmersluis, óleo sobre tabla, 44 x 57,5 cm, Ámsterdam, Rijksmuseum.

Pintor de paisajes, vistas urbanas, bodegones e interiores, colaboró a menudo con otros pintores como Adriaen van de Velde o Johannes Lingelbach que incorporaron las figuras a sus paisajes urbanos, compuestos en ocasiones como agregados de elementos arquitectónicos tomados de ciudades diversas.